# Questo piccolo grande amore (film)
Questo piccolo grande amore è un film del 2009 diretto dal regista Riccardo Donna.
Il soggetto della pellicola è di Claudio Baglioni che ha anche scritto la sceneggiatura con Ivan Cotroneo. Il film, su distribuzione Medusa Film, prende ispirazione dall'omonima canzone, e segue le linee narrative dell'altrettanto omonimo concept album di Claudio Baglioni del 1972. 
Il film inoltre, fece parte del più ampio progetto Q.P.G.A. del 2009, costituito da: 
- un doppio album, con la colonna sonora del film, ovvero i successi di Baglioni del 1972 remixati da vari artisti.
- un libro, scritto dallo stesso Baglioni, edito da Mondadori[1].
- un tour di concerti di Baglioni a Roma, Milano e Napoli, fatto alla fine del 2008.

## Trama
Roma, 1971. Lo studente universitario Andrea Tommasi e la liceale Giulia Adinolfi si conoscono durante una manifestazione studentesca a Piazza del Popolo, e si innamorano. I due, tuttavia, appartengono a due mondi diversi: lei borghese di Via Avezzana di Roma Prati, lui ragazzo di periferia del quartiere popolare di Centocelle. Nonostante vari ostacoli, l'amore dei due si intensifica, finché per lui non arriva il precetto per il servizio di leva militare obbligatoria.
Quando Andrea sta quindi per partire come soldato a Saluzzo, in Piemonte, Giulia gli promette di amarlo per sempre. Ma passano i mesi e la lontananza si fa sentire, così Giulia decide di partire per andare a trovare il ragazzo fin in caserma, ma non le è permesso entrare. Tramite i suoi commilitoni, Andrea viene a sapere che lei lo aspetta di sera alla pensione in cui alloggia, ma il capitano non gli concede di uscire. Tornata a casa Giulia, delusa, comincia a frequentare un ragazzo, nonostante in cuor suo sappia di amare ancora Andrea. Dopo diversi mesi, lui ottiene finalmente la licenza e torna a Roma ma vede la giovane a Porta Portese in compagnia di un altro: decide quindi di porre fine alla loro storia.
Andrea passa un anno in caserma; quando ritorna si incontra con Giulia e la porta sulle rive del Tevere, nel posto in cui si erano baciati per la prima volta. Si vede chiaramente che la loro storia non è finita, mentre lei appoggia la testa sulla sua spalla, ma quando si devono salutare Giulia chiede a Andrea se quando tornerà dalla vacanza si sentiranno. Lui le risponde che la chiamerà ma lei gli dice sorridendo che sa che non lo farà. I due si baciano, prima che Giulia vada via.

## Produzione
Le riprese, durate otto settimane, sono iniziate il 28 luglio 2008.
Centocelle, il quartiere periferico dove vive il protagonista Andrea, è il quartiere romano dove visse veramente la sua giovinezza lo stesso Baglioni, presso via dei Noci, 46. Tuttavia, l'attuale via degli Oleandri del film dove avviene la festicciola, è un rione molto più urbanizzato rispetto al 1972, pertanto ne fu allestita una finta.
Le scene esterne alla scuola di Giulia furono girate nella parte meridionale di via Giulia (che dà, probabilmente, anche ispirazione per il nome della protagonista femminile), nel quartiere Regola di Roma, dove ha infatti sede anche lo storico liceo classico statale Virgilio, quello frequentato da Giulia. Altre scene esterne furono inoltre girate poco distante, nella storica piazza Farnese.

## Accoglienza

### Incassi
Il film ebbe un buon successo, l'incasso fu di 3.677.867 euro.

### Critica
Il film fu progettato per uscire a pochi giorni dalla festa di San Valentino, patrono degli innamorati. Tuttavia, parte della critica non fu generosa, giudicando il film eccessivamente stucchevole, simile ai vecchi musicarelli di Gianni Morandi quando faceva la naja negli anni sessanta. Altre critiche invece, lo considerarono una fedele narrazione musicale e leggera della storia originale di Baglioni, non osando oltre tale sceneggiatura e soffermandosi soprattutto sui passaggi morbidi e onirici dei protagonisti, come avviene durante il pezzo al sax eseguito da Stefano Di Battista, Con tutto l'amore che posso, sul Lungotevere di Ponte Sant'Angelo a Roma. Il protagonista maschile, Andrea, qui scrive sul muro "Q.P.G.A.", acronimo di "Qui Passarono Giulia e Andrea", ma anche di "Questo Piccolo Grande Amore". 

## Curiosità
- Nel film, compare anche una coloratissima Citroën 2CV, chiaro riferimento a Claudio Baglioni, che possedeva quella vettura negli anni settanta, la famosa Camilla presente in alcune sue canzoni, videoclip e sulla copertina dell'album Gira che ti rigira amore bello.
- Le scene all'interno della chiesa dove i due vorrebbero sposarsi, non è quella originale di Santo Stefano protomartire, a Roma, perché la Diocesi non concedette il permesso[7]. Fu quindi utilizzata la chiesa sconsacrata di Santa Pelagia, in Via San Massimo, a Torino. La scelta di girare alcune scene nel capoluogo piemontese inoltre, è in omaggio alla città di origine del regista. Infatti, le riprese ambientate alla stazione Stazione di Roma Termini, furono in realtà girate alla Stazione di Torino Porta Nuova[8], anche a causa del sovraffollamento della stazione romana.
- La prima del film, con ospiti gli stessi protagonisti Emanuele Bosi e Mary Petruolo, fu proiettata l'11 febbraio 2009 a Saluzzo (Cuneo), in Piemonte, la località che ospitò alcune riprese del film, soprattutto presso la caserma militare Musso, ribattezzata Mursa, più alcuni fotogrammi alla Fontana della Drangia (salita de La Castiglia (mentre la pensione "Stella" non esiste)[9].
- Il film non è da confondersi col quasi omonimo film Piccolo grande amore del 1993, di Carlo Vanzina, con Raoul Bova.
- In una scena del film il protagonista Andrea (che è un abile disegnatore) trova in caserma, durante un servizio, un pennello con dei colori, e li usa per dipingere un murale all'interno del magazzino nel quale stava lavorando: quel murale è in realtà la riproduzione della copertina originale dell'album omonimo uscito nel 1972.